# Várkonyi István (politikus, 1852–1918)
Várkonyi István (Cegléd, 1852. július 12. – Szolnok, 1918. május 19.) szocialista politikus, vállalkozó, lapszerkesztő, az agrárszocialista mozgalom egyik vezetője.

## Élete
Szülei Várkonyi István és Kárteszi (Kertész) Erzsébet földművesek voltak. Felesége Vida Mária , akitől két fia (gyerekként meghaltak) és egy lánya született. 1882-ben került a fővárosba, ahol különböző vállalkozásokat indított, és meggazdagodott. 1889-ben a Magyarországi Általános Munkáspárt tagja lett, 1890-ben az új munkáspárt, az MSZDP sorait gyarapította, 6 év múlva már vezetőségi tag volt, s az alföldi propagandamunkát szervezte. Emellett 1896-ban Földmívelő címmel lapot is létrehozott, amelyben az agrárproletariátus érdekeit képviselve indított harcot a nagybirtokrendszer ellen, követelve a földosztást, s népszerűsítette az aratósztrájk gondolatát is. A szociáldemokrata pártvezetés azonban nem támogatta elképzeléseit, így 1897-ben kizárták a pártból. Ekkor kezdett hozzá a Független Szocialista Párt megszervezéséhez, amely elsősorban az alföldi parasztság szegényebb rétegeiben volt népszerű. A párt alakulókongresszusát 1897 szeptemberében Várkonyi szülővárosában tartották, s az elfogadott alapvetések a földosztás első politikai programját foglalták magukba. Kezdeti sikereket leszámítva, a századfordulóra a párt népszerűsége csökkent, mivel a kormány üldöztetni kezdte: Budapestről kitoloncolták a párt vezetőit, betiltották a Törökszentmiklósra kitűzött pártkongresszust, 1899-ben Várkonyit bíróság elé állították és félévi börtönre ítélték annak ellenére, hogy Eötvös Károly volt védője. 1904-ben a pártújság, Földmívelő c. lap is megszűnt. 1906-ban az Áchim Liker András vezette parasztpárt és a Független Szocialista Párt fúziójára került sor. Az első világháború előtti években Várkonyi visszavonult az aktív politizálástól, ám 1916-ban szót emelt a vérontás ellen. 1918. május 19-én Szolnokon este fél hétkor halt meg.

## Emlékezete
Cegléden általános iskola és utca viseli nevét. 1973-ban készült el mellszobra Cegléden, amely Pándi Kiss János műve.